# Lengnau, Bern
Lengnau (franska: Longeau) är en ort och kommun i distriktet Biel i kantonen Bern i Schweiz. Kommunen har 5 708 invånare (2023).